# Мачерет, Александр Яковлевич
Алекса́ндр Я́ковлевич Мачере́т (30 декабря 1915—1973) — известный ленинградский архитектор и педагог, брат архитектора Ю. Я. Мачерета.

## Биография
Александр Яковлевич Мачерет окончил Академию художеств в Ленинграде (1940). Участник Великой Отечественной войны.

## Избранные проекты и постройки в Ленинграде
- Кварталы жилых домов вдоль Большеохтинского и Среднеохтинского проспектов (совместно с Я. О. Рубанчиком и А. К. Барутчевым, 1940-е).
- Трапециевидная площадь на пересечении Большого Сампсониевского проспекта и Кантемировской улицы с домами № 76 и 80 (1950-е).
- Жилое здание на проспекте Энгельса (1967).
- Жилое здание НИИ алюминиевой, магниевой и электродной промышленности на Среднем проспекте, 86.
- Станции метро «Василеостровская» и «Площадь Мира» (совместно с А. И. Прибульским и другими, 1967).
- Кварталы малоэтажных домов в районе станции метро «Удельная» (совместно с А. К. Барутчевым, В. Я. Душечкиным, О. И. Гурьевым, А. В. Жуком и В. М. Фромзелем, 1946—1948).
- Застройка прибрежной части Большой Охты (совместно с А. К. Барутчевым и Я. О. Рубанчиком, 1952—1955).
- Жилые здания-пропилеи в конце проспекта Стачек (1952—1955).
- Высотные жилые здания с магазинами в начале проспекта Просвещения (1960-е).